# Base Signy
La base Signy (originariamente Stazione H) è una base di ricerca antartica sull'isola di Signy gestita dal British Antarctic Survey.

## Storia
L'isola di Signy fu occupata per la prima volta nel 1947 quando tre uomini installarono una stazione meteorologica a Factory Cove sopra la vecchia stazione baleniera. È stata la seconda base di ricerca nelle Isole Orcadi Meridionali (dopo la base argentina delle Orcadas nel 1903). Nel 1955 una nuova capanna, la Tønsberg House, fu costruita e fu trasformata in un laboratorio per la ricerca biologica nel 1963. Inizialmente operativa tutto l'anno, dal 1995/96 la stazione è aperta da novembre ad aprile di ogni anno (estate nell'emisfero australe).

## Strutture
La base oggi dispone di quattro edifici con una capacità di 8 persone. L'edificio principale, Sørlle House (dal nome del capitano baleniere Petter Sørlle, che diede il nome all'isola), fornisce alloggi e laboratori. Gli altri edifici sono destinati allo stoccaggio e alla fornitura di servizi energetici e idrici. Ci sono anche quattro piccole capanne sparse per l'isola.
Nel 1963 fu costruita una ferrovia leggera per lo scarico di merce e macchinari di grandi dimensioni. Quando venne costruita era la ferrovia più a sud esistente al mondo. Successivamente venne prolungata fino ad una collina per raggiungere i serbatoi del carburante.

## Attività
Nella base si svolgono attività di biologia marina e terrestre, con particolare attenzione agli effetti dei cambiamenti climatici sugli ecosistemi dell'oceano meridionale. La base monitora tre specie di pinguini (adelia, antartico e comune).
Dopo la decisione di rendere operativa la base solo in estate, per non interrompere le osservazioni visive del ghiaccio marino è stata installata una telecamera automatizzata fornendo così una registrazione continua dell'estensione del ghiaccio marino vicino alla stazione da oltre 50 anni.